# Омољица
Омољица је приградско насеље које се налази на територији града Панчева, у Јужнобанатском округу Аутономне Покрајине Војводине, у Републици Србији. Према коначним резултатима пописа становништва из 2022. године, у Омољици живи 5605 становника.

## Историја
Најстарија кућа у селу је из 1766. године, где је основно био штаб 10 банатске регименте. После тога је у згради био контумац (карантин) где су одређено време проводили путници који су долазили из Турске (Србије). Једно кратко време (21 дан) ту је боравио и Вук Караџић. Данас најперспективније село општине Панчево, у туризму. Током 70-их година прошлог века откривен је извор лековите воде. Овај извор има температуру од 37,5 степени C, а вода је богата фосфором. Река Поњавица, која се делимично налази у атару села Омољица је проглашена за заштићено природно добро — парк природе ("Сл. лист општине Панчево“ бр. 3/95). Село је познато и по међународном фестивалу аматерског филма (са темом: живот на селу) „Жисел“ који се редовно одржава од 1971. године.
Овде се налазе Војно граничарска зграда у Омољици и Локалитет преко Слатине у Омољици.

### Постанак и опште карактеристике насеља
На подручју насеља откривени су остаци из неолитског доба. Предмети који се чувају у Вршачком и Темишварском музеју, такође су откривени споменици који воде порекло из бронзаног доба и то из времена од 1500 – 1000. год п. н. е. (чувају се у Панчевачком музеју). Предмети из овог периода састоје се из посуђа тзв. панонске керамике. Други предмети и новци указују да су овде живели људи у времену Келта, Римљана, и Византије.
Постоји предање да су први насељеници овог села (старо село) пореклом из Хомоља и да је по њему насеље добило име Хомољица. У матичним књигама све до 1882. год. село се назива Хомољица, а од тада под именом Омољица онако како се у народу изговарало. Из пописа грофа Марсиглија, који потиче из времена 1690–1700. год. и који се чува у Болоњи види се да је насеље већ тада под именом Омољица и припадало је панчевачком дистрикту. Сви извори наводе да је оснивање везано за сеобу Срба под Чарнојевићем, и да је насељавање извршено у времену из 1690–1700 год. Међутим насељавање није обављено на садашњем месту већ на земљишту које се зове Старо село. На Еугеновој карти до 1723. год. поред Омољице и Регестове убележено је као насељено место Сребен источно од Омољице.
У времену од 1739–1742. године доселио се известан број српских породица – пребеглица из Турске. Ово сазнајемо из писма панчевачког управног звања од 31.8.1742. године. По оснивању банатске војне границе 1765. год. дошло је до колонизовања Немаца у ово село, као и знатног броја Француза. Већ 1772. године преселила су се сва немачка домаћинства из старог села на леву страну Поњавице и основала нову Омољицу. Аустријски царски ревизор Ерлер је 1774. године констатовао да место припада Панчевачком дистрикту. Село има милитарски статус а становништво је претежно српско. Сталне поплаве, влага и нездрав ваздух натерали су немачке насељенике да напусте стара насеља и преселе се на погодније земљиште. Велика поплава 1775. год. потпуно је одсекла старо насеље. По наређењу Бечког ратног савеза приморана су те године и српска домаћинства да се преселе у Омољицу, одвојено од немачког дела насеља. Тај српски крај називан је Златица и ово име се до данас задржало. Живот насељеника Омољице док су живели у потесу Старо село, био је веома тежак. Становали су у земуницама и плетарама и покривеним сламом, трском и рогозом. Земљиште је било изложено поплавама и људи су водили примитиван живот борећи се са једне стране природом, а са друге стране непријатељем, Турцима.
Године 1776. дошло је до нове колонизације Немаца из Рајнске области као и већег броја српских и мањег броја хрватских породица из Личке висије. У немачком делу Омољице насељавано је хрватско становништво, па је тај део села добио назив Хрватски крај.
Етничко шаренило повећано је досељавањем румунских породица. Румуни су се настанили дуж пута према Брестовцу и тај део је назван Румунски крај. Неке од ових фамилија доселиле су се непосредно из Ердеља док су друге прешле из Банатског Новог Села.
По пропасти Србије 1813. год. такође је дошло до насељавања извесног броја српских фамилија пребеглих из Србије, па је са овим завршено масовније насељавање овог села и није га било све до до завршетка овог рата. Ова досељавања условљена историјским и економским чиниоцима. За историјски фактор везана су досељавања српских породица пребеглих из Турске, а из економског фактора произишла су досељавања Срба из понтијско–поморишке границе, Срба и Хрвата из Хрватске као и Немаца из немачких подручја.

### Савремен рурални развој
Исељавањем Немаца након Другог светског рата створена је и у овом насељу нова материјална база за колонизацију. Главно исељеничко подручје је било Подриње, Колубара, Тамнава и Мачва. Досељеници су се лако прилагодили новој привредној средини пошто су се у старом завичају бавили земљорадњом гајећи готово исте културе (кукуруз, пшеницу, воће, поврће).
Од 1927. село је имало своју електричну централу (у приватном власништву) мрежу и јавну расвету. После рата мрежа је прикључена на јединствен систем Општине. Водовод у дужини од 35 км у коме је прикључено 2031 домаћинство. Пошта, телефон постоје још из времена Аустроугарске.
Већ 1772/73. год. подигнуте су обе цркве, српска и немачка, обе школе, опет српска и немачка али 1788. год. Турци су запалили обе цркве. Православна црква је постојала још у старом селу, али је та богомоља била саграђена од прућа и трске. Крајем 18 века на темељима старе, коју су Турци порушили, подигнута је нова црква посвећена Светом Николи. Католичка црква је обновљена у истом периоду, али порушена 1945. год. У Омољици данас постоје две цркве: српска и румунска. Румунска црква је подигнута после деобе цркве 1872. године када су се Румуни издвојили из црквене заједнице.
Вредно је истаћи да је ово насеље пре рата имало 22 трговачке радње, 13 угоститељских објеката, 87 занатских радњи. Пре оснивања Банатске војне границе насеље је имало статус општине, а од 1899. год. проглашено је Великом општином. После овог рата у састав омољачке општине ушла су села Банатски Брестовац и Иваново и у њеном саставу остали до 1960. год. када је општина Омољица припојена СО Панчево. Сада у месту постоје Месна канцеларија и Месна заједница.
У Омољици биоскоп је радио од 1927. године па све до данашњих дана. Основна Привредна банка Панчево имала је пословницу у Омољици, касније је ова банка прешла у поштанску штедионицу која је радила до 2012. године у селу.
Године 1976. у Омољици је снимљен филм и телевизијска серија „Салаш у Малом Риту”, редитеља Бранка Бауера.

## Демографија
Према попису из 2002. било је 6518 становника (према попису из 1991. било је 6782 становника).
У насељу Омољица живи 5261 пунолетни становник, а просечна старост становништва износи 39,4 година (38,3 код мушкараца и 40,5 код жена). У насељу има 1996 домаћинстава, а просечан број чланова по домаћинству је 3,27.
Ово насеље је великим делом насељено Србима (према попису из 2002. године).
|  |

| Демографија | Демографија | Демографија |
| Година      | Становника  | Становника  |
| ----------- | ----------- | ----------- |
| 1948.       | 5.084       |             |
| 1953.       | 5.026       |             |
| 1961.       | 5.565       |             |
| 1971.       | 5.693       |             |
| 1981.       | 6.500       |             |
| 1991.       | 6.782       | 6.574       |
| 2002.       | 6.518       | 6.798       |
| 2011.       | 6.218       |             |

| Етнички састав према попису из 2002.‍ | Етнички састав према попису из 2002.‍ | Етнички састав према попису из 2002.‍ | Етнички састав према попису из 2002.‍ | Етнички састав према попису из 2002.‍ |
| ------------------------------------ | ------------------------------------ | ------------------------------------ | ------------------------------------ | ------------------------------------ |
|                                      |                                      |                                      |                                      |                                      |
| Срби                                 | Срби                                 |                                      | 5.868                                | 90,02%                               |
| Румуни                               | Румуни                               |                                      | 79                                   | 1,21%                                |
| Македонци                            | Македонци                            |                                      | 74                                   | 1,13%                                |
| Мађари                               | Мађари                               |                                      | 61                                   | 0,93%                                |
| Југословени                          | Југословени                          |                                      | 28                                   | 0,42%                                |
| Роми                                 | Роми                                 |                                      | 27                                   | 0,41%                                |
| Бугари                               | Бугари                               |                                      | 20                                   | 0,30%                                |
| Словаци                              | Словаци                              |                                      | 19                                   | 0,29%                                |
| Хрвати                               | Хрвати                               |                                      | 18                                   | 0,27%                                |
| Немци                                | Немци                                |                                      | 7                                    | 0,10%                                |
| Црногорци                            | Црногорци                            |                                      | 5                                    | 0,07%                                |
| Словенци                             | Словенци                             |                                      | 4                                    | 0,06%                                |
| Руси                                 | Руси                                 |                                      | 2                                    | 0,03%                                |
| Чеси                                 | Чеси                                 |                                      | 1                                    | 0,01%                                |
| Украјинци                            | Украјинци                            |                                      | 1                                    | 0,01%                                |
| Муслимани                            | Муслимани                            |                                      | 1                                    | 0,01%                                |
| непознато                            | непознато                            |                                      | 283                                  | 4,34%                                |

| Година пописа     | 1948. | 1953. | 1961. | 1971. | 1981. | 1991. | 2002. |
| ----------------- | ----- | ----- | ----- | ----- | ----- | ----- | ----- |
| Број домаћинстава | 1.151 | 1.229 | 1.479 | 1.552 | 1.824 | 2.031 | 1.996 |

| Број чланова      | 1   | 2   | 3   | 4   | 5   | 6   | 7  | 8  | 9 | 10 и више | Просек |
| ----------------- | --- | --- | --- | --- | --- | --- | -- | -- | - | --------- | ------ |
| Број домаћинстава | 325 | 423 | 349 | 492 | 219 | 129 | 32 | 14 | 7 | 6         | 3,27   |

| Пол    | Укупно | Неожењен/Неудата | Ожењен/Удата | Удовац/Удовица | Разведен/Разведена | Непознато |
| ------ | ------ | ---------------- | ------------ | -------------- | ------------------ | --------- |
| Мушки  | 2.758  | 840              | 1.708        | 128            | 68                 | 14        |
| Женски | 2.779  | 540              | 1.715        | 442            | 70                 | 12        |
| УКУПНО | 5.537  | 1.380            | 3.423        | 570            | 138                | 26        |

| Пол    | Укупно                    | Пољопривреда, лов и шумарство | Рибарство                            | Вађење руде и камена | Прерађивачка индустрија       |
| ------ | ------------------------- | ----------------------------- | ------------------------------------ | -------------------- | ----------------------------- |
| Мушки  | 1.395                     | 298                           | 1                                    | 5                    | 575                           |
| Женски | 749                       | 163                           | 0                                    | 0                    | 200                           |
| УКУПНО | 2.144                     | 461                           | 1                                    | 5                    | 775                           |
| Пол    | Производња и снабдевање   | Грађевинарство                | Трговина                             | Хотели и ресторани   | Саобраћај, складиштење и везе |
| Мушки  | 34                        | 75                            | 106                                  | 12                   | 79                            |
| Женски | 7                         | 5                             | 91                                   | 23                   | 14                            |
| УКУПНО | 41                        | 80                            | 197                                  | 35                   | 93                            |
| Пол    | Финансијско посредовање   | Некретнине                    | Државна управа и одбрана             | Образовање           | Здравствени и социјални рад   |
| Мушки  | 1                         | 26                            | 42                                   | 22                   | 27                            |
| Женски | 15                        | 28                            | 9                                    | 56                   | 87                            |
| УКУПНО | 16                        | 54                            | 51                                   | 78                   | 114                           |
| Пол    | Остале услужне активности | Приватна домаћинства          | Екстериторијалне организације и тела | Непознато            | Непознато                     |
| Мушки  | 39                        | 0                             | 0                                    | 53                   | 53                            |
| Женски | 23                        | 0                             | 0                                    | 28                   | 28                            |
| УКУПНО | 62                        | 0                             | 0                                    | 81                   | 81                            |